# Kęty (gmina)
Kęty est une gmina mixte du powiat de Oświęcim, Petite-Pologne, dans le sud de Pologne. Son siège est la ville de Kęty, qui se situe environ 17 km au sud d'Oświęcim et 55 km à l'ouest de la capitale régionale Cracovie.
La gmina couvre une superficie de 75,79 km2 pour une population de 33 598 habitants.

## Géographie
Outre la ville de Kęty, la gmina inclut les villages de Bielany, Bulowice, Łęki, Malec, Nowa Wieś et Witkowice.
La gmina borde la ville d'Oświęcim et les gminy de Andrychów, Brzeszcze, Kozy, Osiek, Oświęcim, Porąbka, Wieprz et Wilamowice.